# Ford Focus RS
Ford Focus RS (Rally Sport) — високотехнологічна версія Ford Focus з'явилася в 2002 році, позиціюється як більш спортивна версія, ніж ST.
З моменту заснування моделі випущені такі покоління Ford Focus RS:
- Ford Focus RS 1 (2002-2003)
- Ford Focus RS 2 (2009-2010)
- Ford Focus RS 3 (2015-2019)

## Ford Focus RS I (2002-2003)

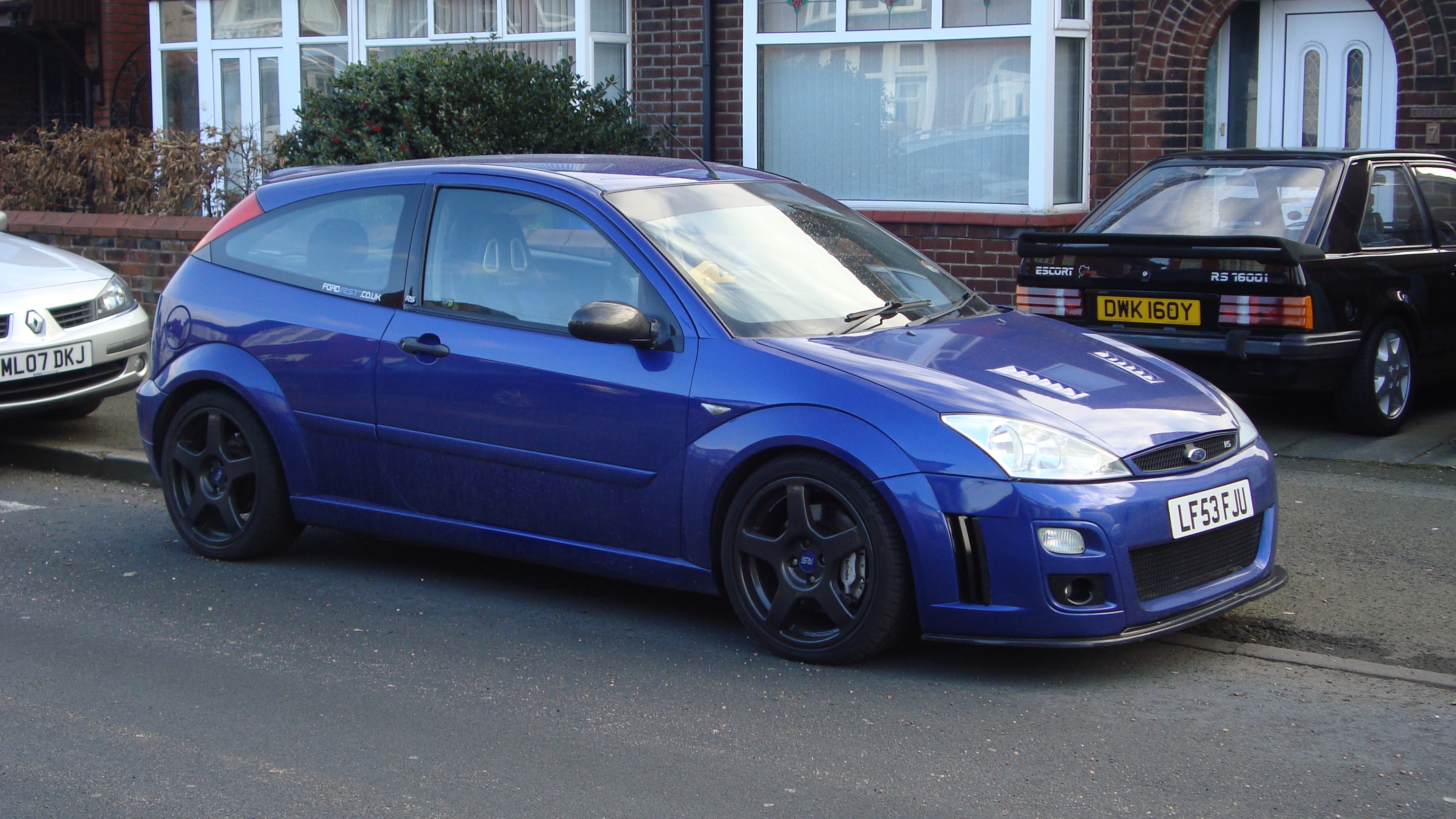
Ford Focus RS І

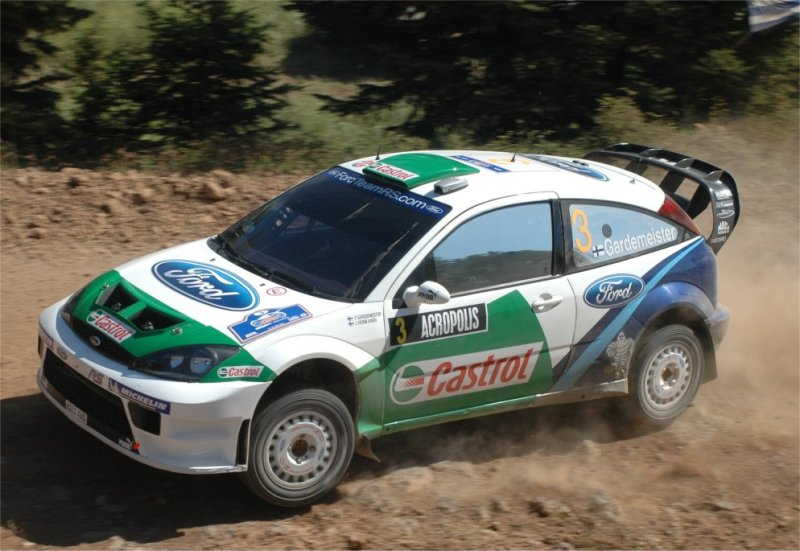
Ford Focus RS I WRC 2004 року

Перше покоління Focus RS було доступно в обмеженій кількості і продавалося в 21-й Європейській країні. Було продовженням Ford Escort RS Cosworth. Ford Focus RS оснащувався 2,0 літровою версією двигуна Zetec-E з турбонадувом, потужністю 212 к.с. (158 кВт), п'ятиступінчастою МКПП і блокуванням Quaife. Розгін до сотні займав 6,7 с, а до 160 км/год - 15,5 с. Максимальна швидкість - 232 км/год. Всього було виготовлено 4501 екземпляр Focus RS на фабриці в Саарлуісі.

### Двигуни
- 2.0 л Zetec-E І4 215 к.с., 310 Нm

## Ford Focus RS II (2009-2010)

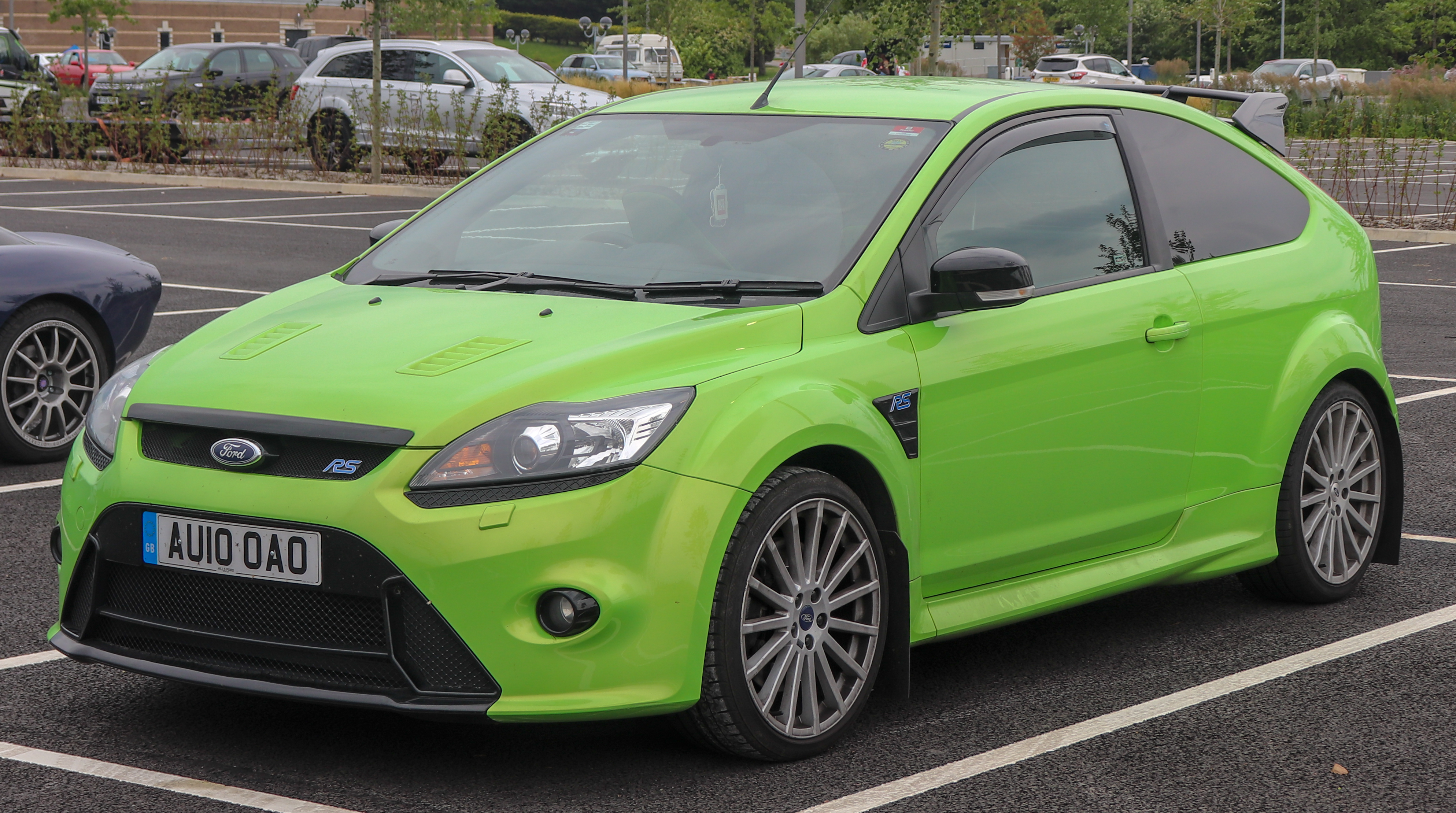
Ford Focus RS II

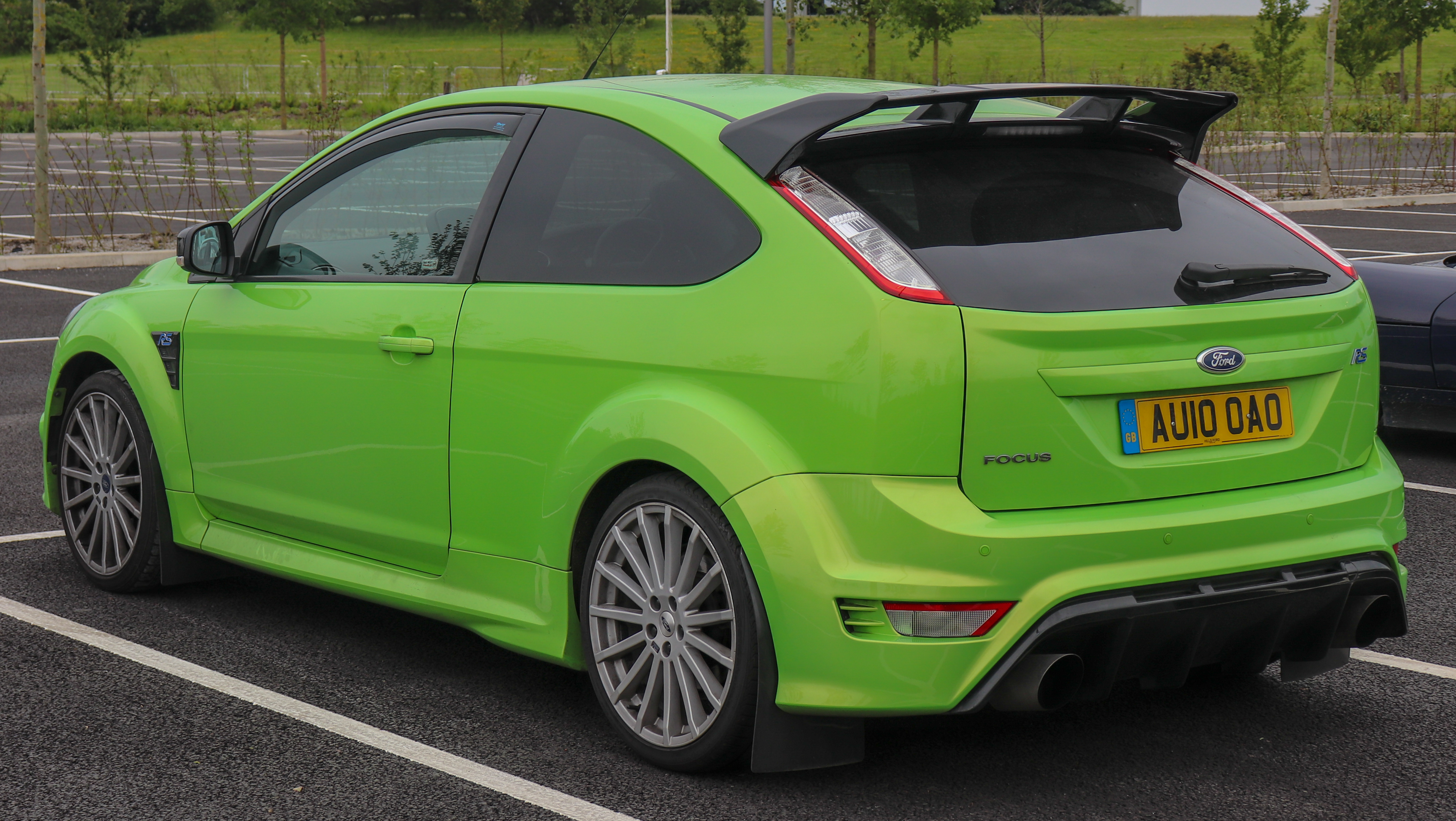
Ford Focus RS II

Автомобіль Ford Focus RS другого покоління був вперше продемонстрований 22 липня 2008 на Міжнародному автосалоні в Лондоні , а 20 січня 2009 року з конвеєра заводу Ford of Europe в німецькому місті Саарлуісі зійшов перший серійний екземпляр. Спортивна модифікація Focus RS (максимальна потужність - 305 к.с., максимальний обертовий момент - 440 Нм) Покупцям пропонуються три кольори екстер'єру - зелений Ultimate Green, синій Performance Blue і білий Frozen White, що акцентує ексклюзивність цієї моделі. Поставляється тільки в кузові 3-дверний хетчбек. 
Автомобілі комплектуються двигуном 2,5 л Duratec RS (305 к.с.), з 6-ти ступінчастою МКПП . 

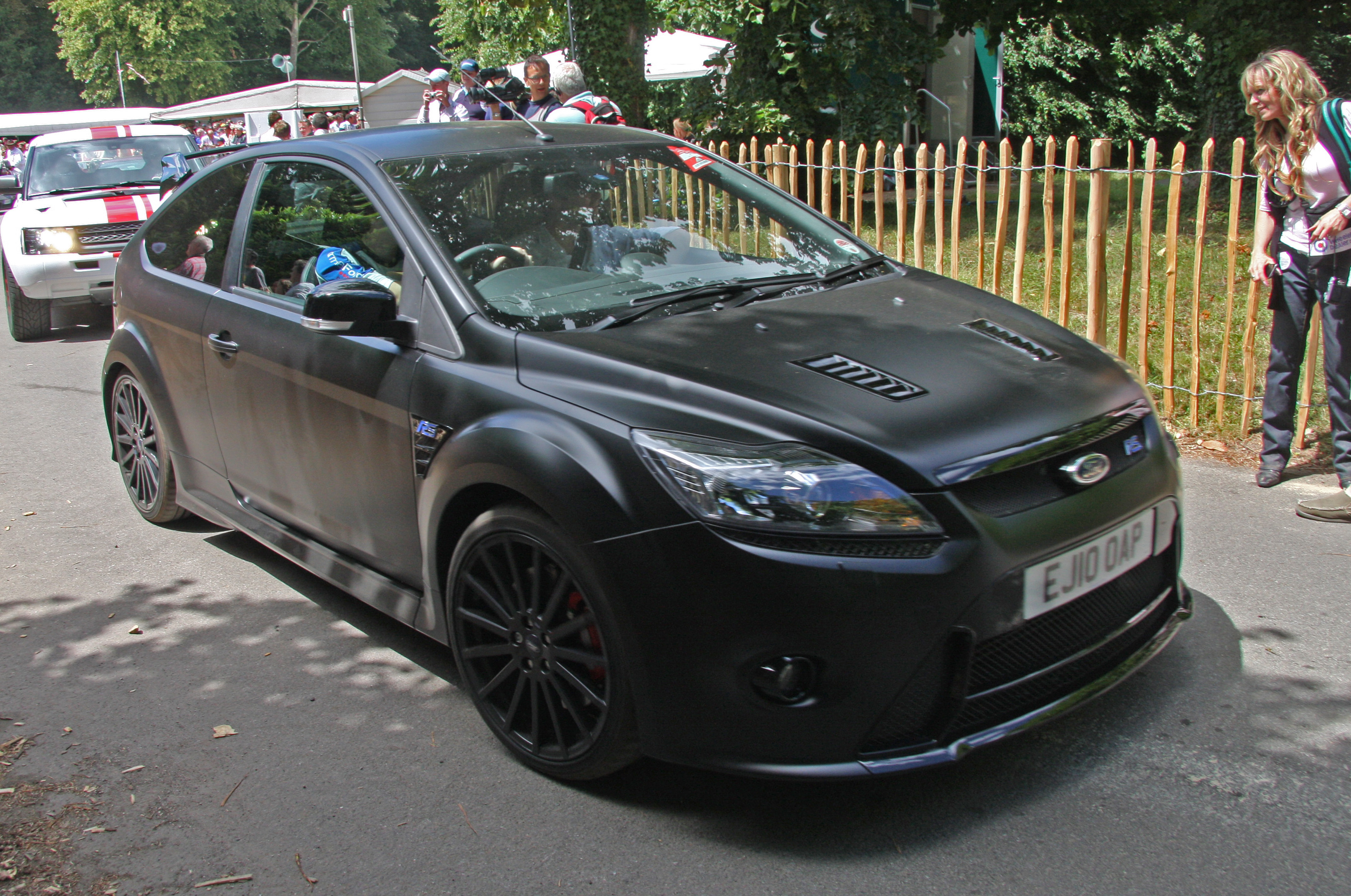
Ford Focus RS 500

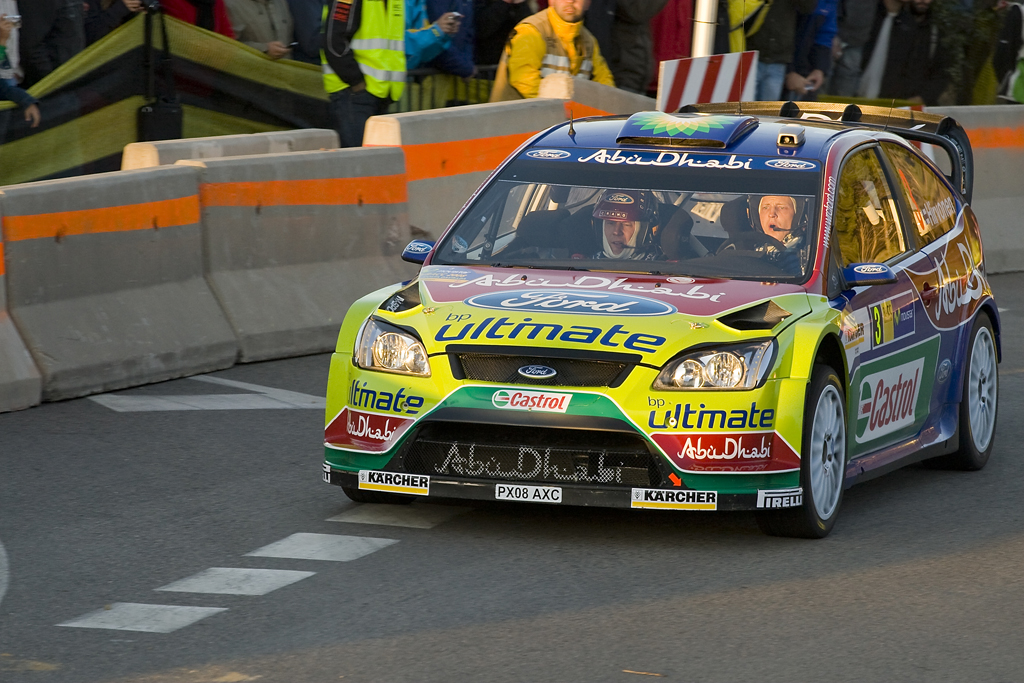
Ford Focus RS WRX на ралі Колумбія 2008

### Ford Focus RS500
31 березня 2010 року компанія Ford повідомила про те, що виробництво автомомобілей Focus RS поточного покоління буде повністю згорнуто до вересня 2010 року. В ознаменування цього, було оголошено про випуск "прощальної" лімітованої серії автомобілів в ексклюзивній комплектації, накладом у 500 примірників. Цей форсований автомобіль, названий компанією Ford Focus RS500, отримав такі характеристики: 
Розгін 0-100 км / год - 5,6 с. 
 
Максимальна швидкість - 265 км / год 
 
Максимальна потужність - 350 к.с. при 6000 об / хв 
 
Максимальний крутний момент - 460 Нм в діапазоні від 2500 до 4500 об / хв .

### Двигуни
- 2.5T Duratec І5 (20V) 305 к.с., 440 Нм
- 2.5T Duratec І5 (20V) 350 к.с., 460 Нм (RS500)

## Ford Focus RS III (2015-2019)

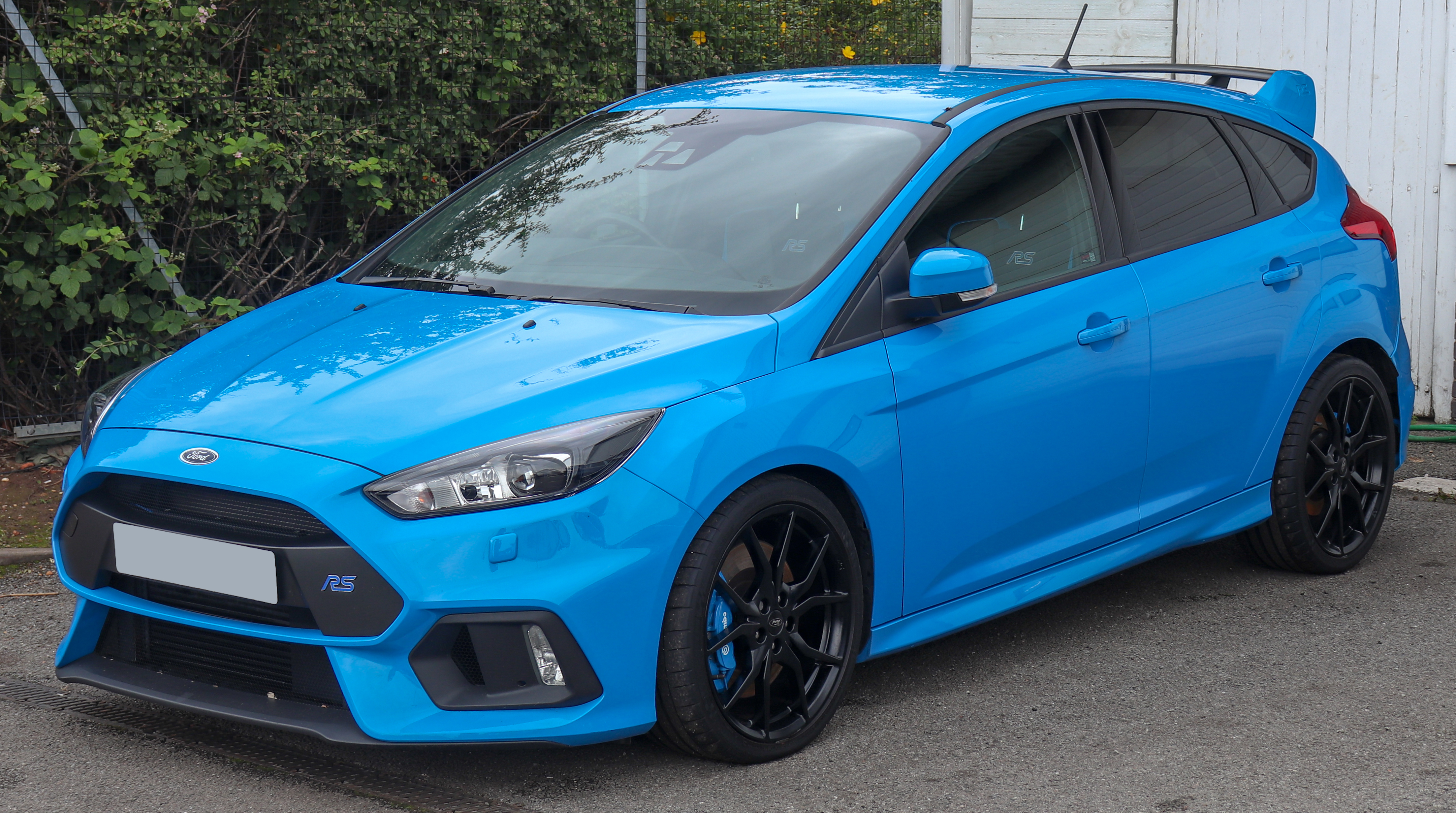
Ford Focus RS 3

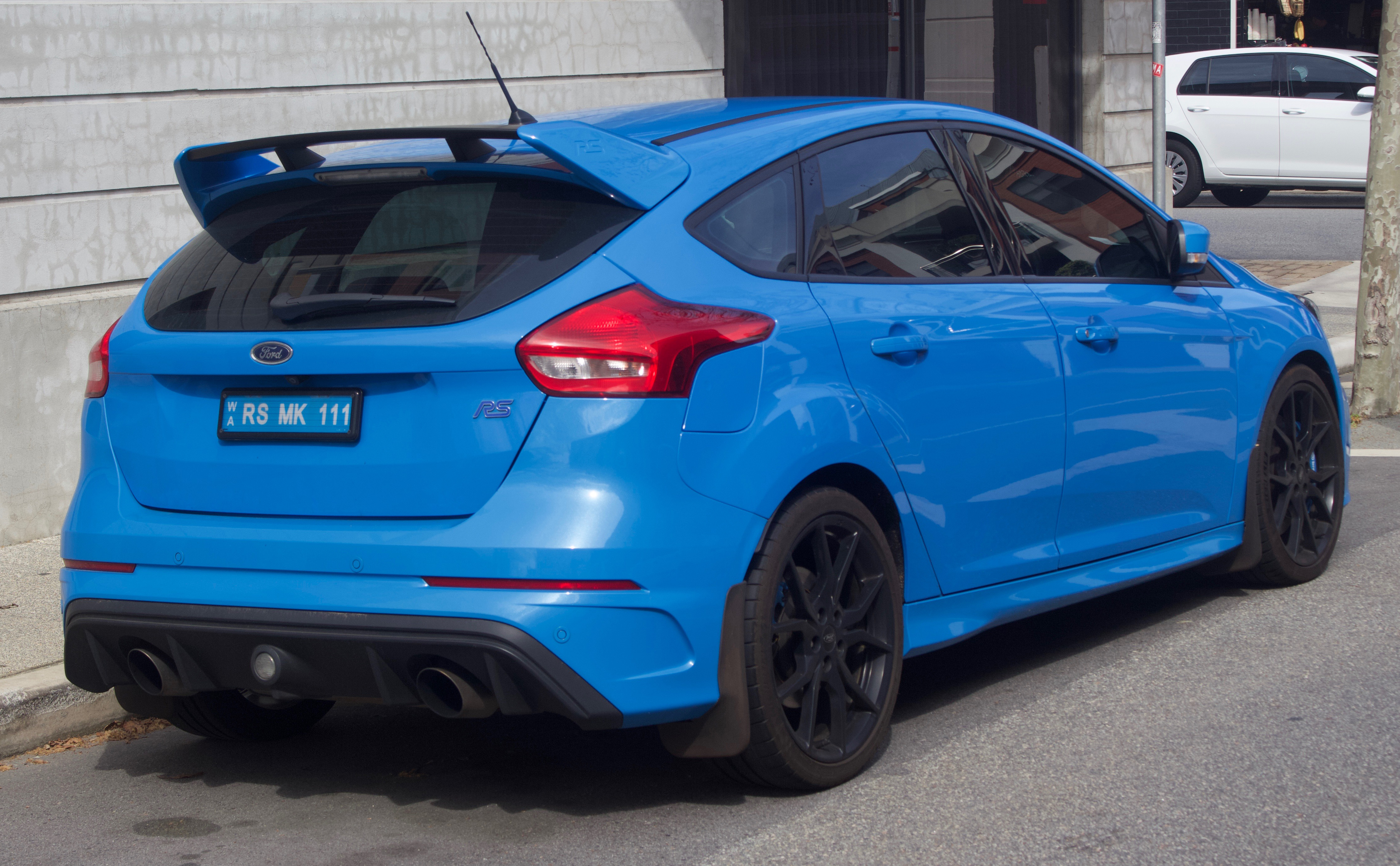
Ford Focus RS 3

В другій половині 2015 року дебютував Ford Focus RS третього покоління, автомобіль вперше отримав повний привід з двома диференціалами, що може передавати на задні колеса до 70% крутного моменту і 2,3 л чотирициліндровий бензиновий двигун з турбонадувом сімейства Ecoboost потужністю 350 к.с., крутним моментом 440 Нм при 2000-4500 об/хв, А в режимі Overboost на час до 15 з він може підніматися до 470 Нм. Автомобіль має систему зміни вектора тяги, Launch Control і окремий режим дріфту в настройках шасі. Розгін 0-100 км/год складає 4,7 с, максимальна швидкість - 266 км/год.

### Двигуни
- 2.3 L EcoBoost I4 350 к.с., 440 Нм (470 Нм с овербустом)
- 2.3 L EcoBoost I4 375 к.с., 510 Нм (Heritage Edition)

## Зноски
1. ↑  NEW FORD FOCUS RS: A LEGEND RETURNS [Архівовано 2008-09-30 у Wayback Machine.] 2008-07-04
2. ↑  FORD CONFIRMS NEW HIGH PERFORMANCE FOCUS RS IS ON THE WAY [Архівовано 7 серпень 2007 у Archive.is] 2007-12-17
3. ↑  NEW LIMITED EDITION FORD FOCUS RS500 IS THE ULTIMATE PERFORMANCE FORD [Архівовано 2012-09-26 у Wayback Machine.] 2008-02-27